# Thomas Brunner (Forscher)

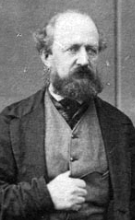
Thomas Brunner (Forscher) 1840er

Thomas Brunner (getauft am 22. August 1821 in Oxford, England; † 22. April 1874 in Nelson, Neuseeland) war ein in England geborener Landvermesser und Entdecker, dessen Vorfahren während der Französischen Revolution aus der Schweiz nach England auswanderten und der vor allem die Westküsten-Region auf der Südinsel Neuseelands erforschte. Nach ihm wurde der Lake Brunner benannt. 
Er und Charles Heaphy erforschten als erste Europäer das Gebiet der Tahu-Māori und erkannten, dass der Aoraki/Mount Cook der höchste Berg Neuseelands ist.